# نایجل دان
نایجل دان (انگلیسی: Nigel Donn؛ زادهٔ ۲ مارس ۱۹۶۲) بازیکن فوتبال اهل بریتانیا است.
از باشگاه‌هایی که در آن بازی کرده‌است می‌توان به باشگاه فوتبال دوور اتلتیک، باشگاه فوتبال گیلینگام، باشگاه فوتبال مایدستون یونایتد، باشگاه فوتبال اشفورد یونایتد، و باشگاه فوتبال لیتون اورینت اشاره کرد.